# Чуртан (Вікуловський район)
Чурта́н (рос. Чуртан) — село у складі Вікуловського району Тюменської області, Росія.
Населення — 512 осіб (2010, 514 у 2002).
Національний склад станом на 2002 рік:
- росіяни — 83 %